# Max Borst
Maximilian „Max“ Borst (* 19. November 1869 in Würzburg; † 19. Oktober 1946 in Murnau am Staffelsee) war ein deutscher Pathologe und Hochschullehrer.

## Leben
Max Borst studierte in Würzburg drei Jahre Musik. Als sein Vater darauf drang, dass er „etwas Ordentliches“ lerne, nahm er das Medizinstudium an der Julius-Maximilians-Universität Würzburg auf. Im Wintersemester 1888/89 wurde er Mitglied der Burschenschaft Arminia Würzburg. Mit einer Doktorarbeit über die Hüftdysplasie wurde er 1892  zum Dr. med. promoviert. Seine Habilitation erfolgte 1897.
Er war Professor für Pathologie an der Universität zu Köln und der Georg-August-Universität Göttingen. Im Wintersemester 1906/1907 folgte er dem Ruf der Universität Würzburg als Nachfolger seines Lehrers Eduard von Rindfleisch. Ab 1910 lehrte er an der Ludwig-Maximilians-Universität München.
Im Ersten Weltkrieg diente er in der Bayerischen Armee. Er richtete dort die erste Feldprosektur ein.
Nach Kriegsende schloss er sich dem Freikorps Epp an. In München untersuchte er von Ferdinand Sauerbruch entnommene Biopsien, so auch 1923 von dem kurz danach verstorbenen Wilhelm Conrad Röntgen. In der Zeit des Nationalsozialismus wurde er 1934 Vorsitzender des Reichsausschusses für Krebsbekämpfung. Er gehörte dem Nationalsozialistischen Lehrerbund, dem Nationalsozialistischen Ärztebund und der Nationalsozialistischen Volkswohlfahrt an.
Er war Mitherausgeber der Münchner Medizinischen Wochenschrift, in der er auch publizierte – etwa über die Entzündung (1932) und Streiflichter über das Krebsproblem (1940). Als Violoncello- und Klavierspieler musizierte er allwöchentlich mit dem Anatomen Walther Vogt im Streichquartett. Er komponierte auch. In München ausgebombt und mit der Familie nach Garmisch umgezogen, war er öfters mit Richard Strauss zusammen. Zu Borsts 75. Geburtstag (1944) veranstaltete das Münchner Studentenorchester im Odeon-Saal ein Konzert, bei dem ein Konzertstück von Borst aufgeführt wurde. Unter den Cellisten saß Steffen Berg.
1946 starb Max Borst infolge eines Autounfalls in Murnau. Er ist Vater des Chirurgen Hans Georg Borst.

## Ehrungen

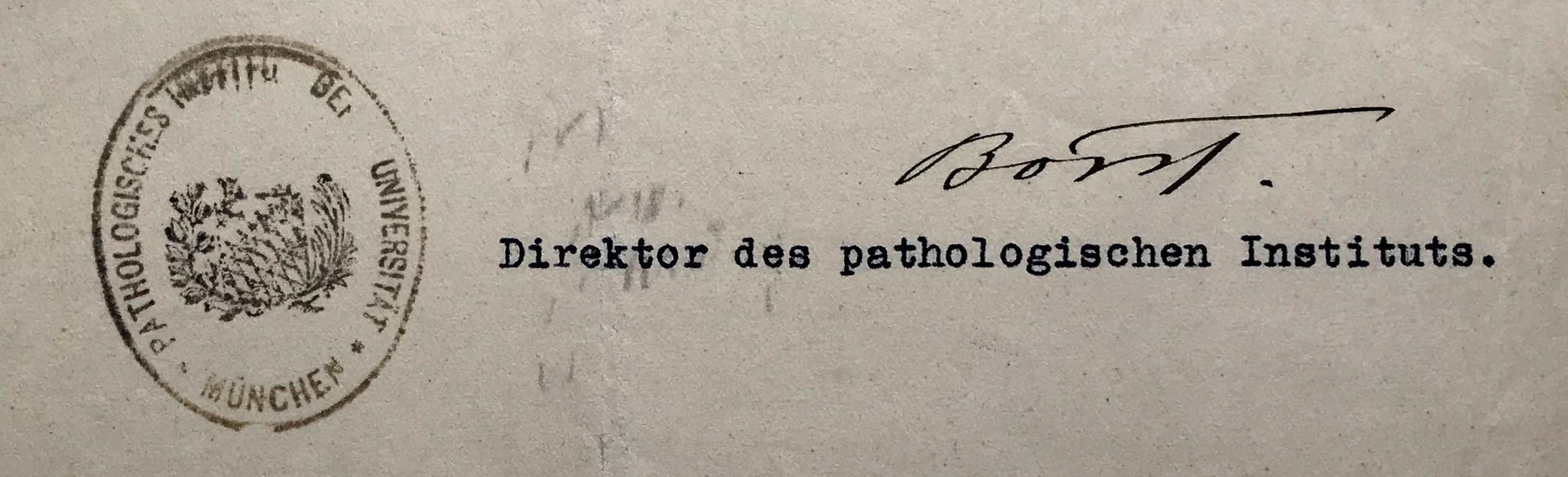
Unterschrift von Max Borst

- Ordentliches Mitglied der Bayerischen Akademie der Wissenschaften (1928)[9]
- Wahl in die Deutsche Akademie der Naturforscher Leopoldina (1936)
- Goethe-Medaille für Kunst und Wissenschaft (1939)

## Veröffentlichungen
- Allgemeine Pathologie der malignen Geschwülste. Hirzel, Leipzig 1924.
- mit Hans Königsdörffer: Untersuchungen über Porphyrie mit besonderer Berücksichtigung der Porphyria congenita. Hirzel, Leipzig 1929.
- Pathologische Histologie : Ein Unterrichtskurs f. Studierende u. Ärzte. 4., verb. und erw. Auflage. Bergmann, München 1950.
- Streiflichter über das Krebsproblem. J. F. Lehmanns Verlag, München/Berlin 1941.